# Rödbrun jordstjärna
Rödbrun jordstjärna (Geastrum rufescens) är en svamp som växer på kalkrik mark i barrskogar och lövskogar, särskilt tillsammans med tall. Ibland förekommer den även på öppnare marker, som betesmarker. Ofta växer den då nära en tallstubbe.
Fruktkroppen hos den rödbruna jordstjärnan anläggs som hos många andra jordstjärnor underjordiskt, men nära markytan. När fruktkroppen trängt upp ur marken spricker den upp i 5–9 flikar. Uppsprucken är fruktkroppen 4–12 centimeter bred. Flikarnas ovansida är till en början blekt vit och blir sedan mer rosaaktig för att slutligen som svampens namn antyder bli rödbrunaktig. I mitten av fruktkroppen finns en gråbrunaktig rökboll. Rökbollen är kortskaftad och kan bli upp till omkring 4 centimeter i diameter. 
I Sverige var den rödbruna jordstjärnan rödlistad som missgynnad i 2005 års rödlistning. Hot mot svampen var negativa förändringar av dess växtplatser, exempelvis slutavverkning av ett skogsområde. I 2010 års rödlista kategoriseras den dock inte längre som hotad.
Den rödbruna jordstjärnan är Gotlands landskapssvamp.